# 兴隆街道 (龙山县)
兴隆街乡，是中华人民共和国湖南省湘西土家族苗族自治州龙山县下辖的一个乡镇级行政单位。

## 行政区划
兴隆街乡下辖以下地区：
响水洞村、兴隆街村、三塘村、张家坡村、双堰村、尖岩村、黄土村、燕山村、桐木村、苗沟村、白岩洞村和西骆坪村。